# Marie d'York
 (août 2024).
Pour les articles homonymes, voir Marie d'Angleterre.
Marie d'York (11 août 1467 – 23 mai 1482) était la seconde fille d'Édouard IV d'Angleterre et de son épouse Élisabeth Woodville.

## Biographie
Un de ses parrains est l'archevêque de Canterbury Thomas Bourchier. 
Son père projette de la marier à Jean Ier de Danemark. Ce projet ne se concrétise pas car Jean épouse en 1478 Christine de Saxe.
Elle assiste au mariage de son frère Richard de Shrewsbury en 1478. En 1480, elle est nommée chevalière de l'Ordre de la Jarretière.
Elle meurt à 14 ans en 1482 de causes inconnues. Elle est enterrée à la chapelle Saint-Georges du château de Windsor.